# Hippodrome Maurice-Jan
L’hippodrome Maurice-Jan se situe à Pontorson, sur le territoire de l'ancienne commune de Moidrey, en Normandie.
C'est un hippodrome de trot avec une piste de 1 200 m en sable avec corde à gauche. Il est également désigné sous les noms d'hippodrome de l'Anse de Moidrey ou de Pontorson - Le Mont-Saint-Michel.